# Kominy Strążyskie

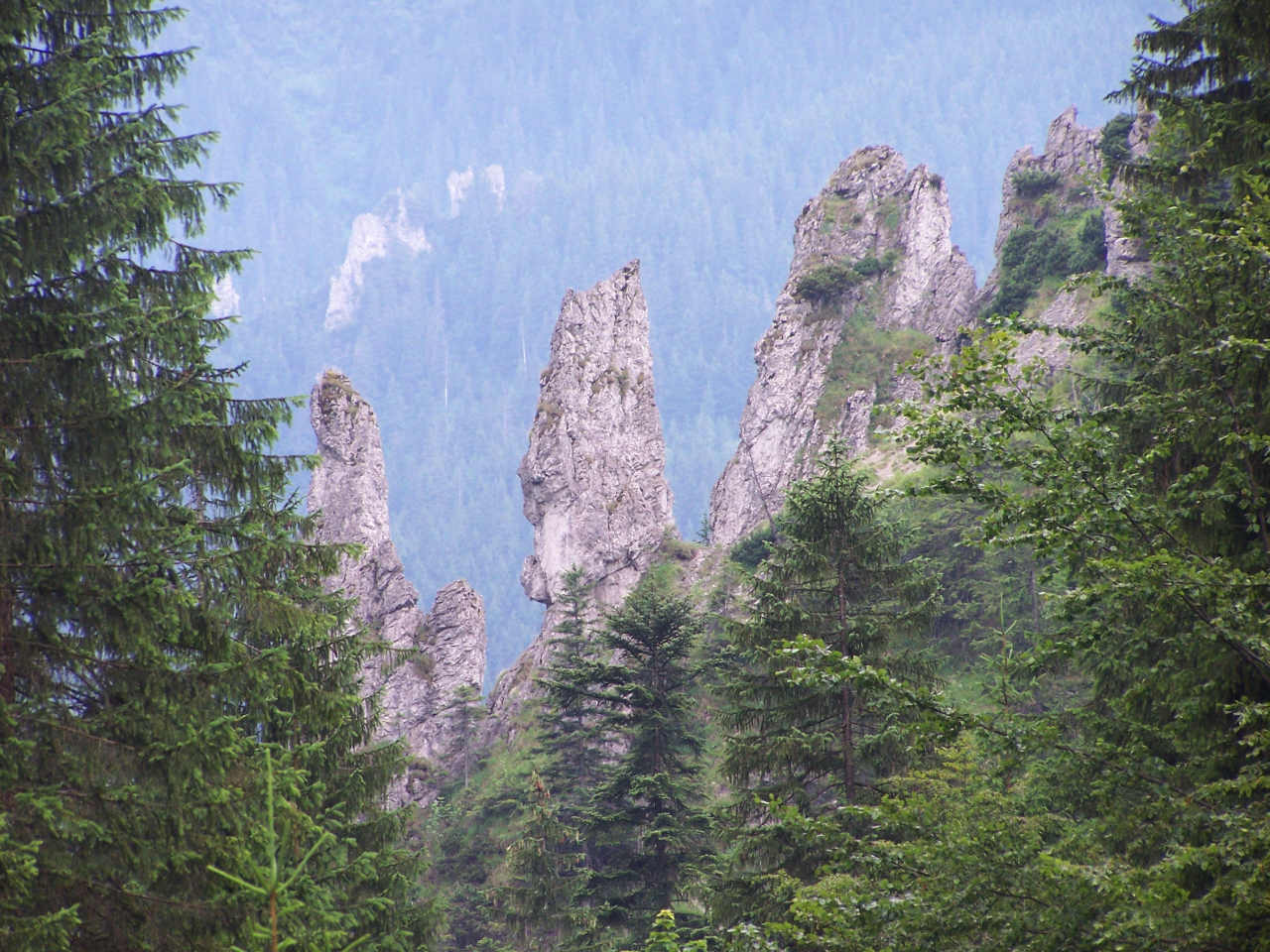
Kominy Strążyskie

Kominy Strążyskie lub po prostu Kominy – pięć bardzo charakterystycznych, ostro zakończonych dolomitowych skał w Dolinie Strążyskiej w Tatrach Zachodnich. Józef Nyka nazywa je Trzema Kominami (najwybitniejsze są trzy). Znajdują się one w połowie długości doliny, na zachodnich jej zboczach, za Strążyskim Potokiem u podnóży Samkowej Czuby Były dobrze widoczne z wiodącej dnem doliny drogi, ostatnio jednak coraz bardziej zasłaniają je rozrastające się drzewa. Notowane są już w bardzo starych dokumentach, bo pochodzących z 1630 r., jako Dziady. Później zwane były Płaczkami. Na początku XX wieku modne było wspinanie się na nie. Poważnej kontuzji, skutkującej trwałym kalectwem, nabawiła się podczas samotnej wspinaczki na nie Helena Dłuska – siostrzenica Marii Skłodowskiej-Curie.

## Szlaki turystyczne
- szlak prowadzący z Zakopanego doliną na Polanę Strążyską, a następnie przez Przełęcz w Grzybowcu i Grzybowiec na Wyżnią Kondracką Przełęcz pod Giewontem.
- Czas przejścia z Zakopanego na Polanę Strążyską: 40 min, ↓ 35 min
- Czas przejścia z polany na Giewont: 2:35 h, ↓ 1:55 h